# Paradoxodonides
Paradoxodonides — вимерлий рід свиновидих.